# Kibling
Kibling ist ein Ortsteil der Gemeinde Schneizlreuth im oberbayerischen Landkreis Berchtesgadener Land.

## Geographie
Der Weiler liegt direkt bei Bad Reichenhall am nordöstlichen Ende des Saalachsees. Der Ortsteil Kibling wurde erstmals im amtlichen Ortsverzeichnis von 1952 nachgewiesen, mit dem Hinweis Name noch nicht amtlich verliehen. Zum Stand der Volkszählung am 25. Mai 1987 zählte Kibling 12 Einwohner in 4 Gebäuden mit Wohnraum bzw. 5 Wohnungen.
Trotz der Zugehörigkeit zu Schneizlreuth ist Kibling für Kraftfahrzeuge nur vom Bad Reichenhaller Ortsteil Kirchberg zu erreichen.

## Geschichte

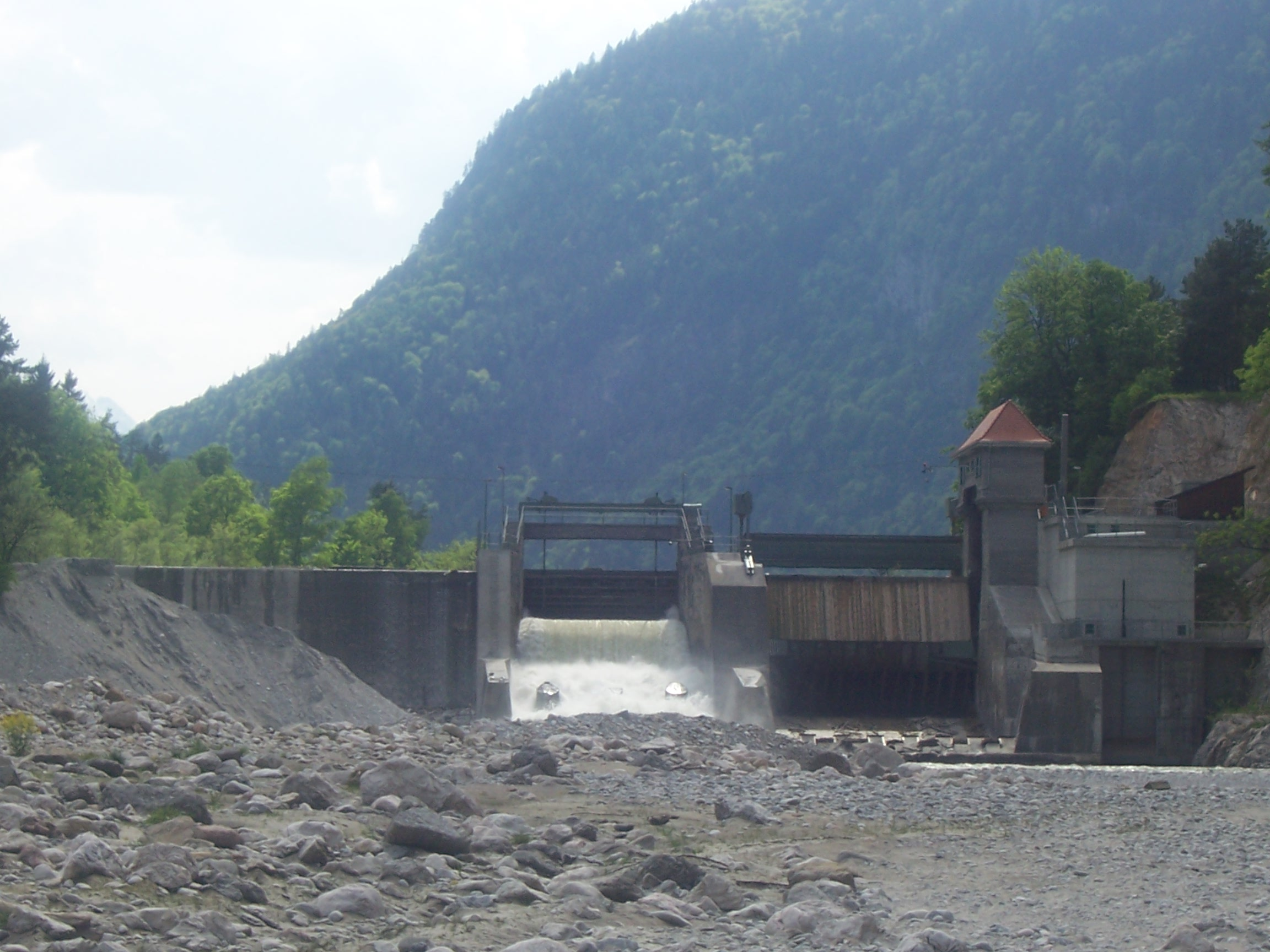
Staumauer des Saalachsees

Von 1910 bis 1913 wurde eine Talsperre, die Saalach-Staumauer (auch Kiblinger Sperre), errichtet um die Saalach zum Saalachsee aufzustauen. Der Grund dafür war die Errichtung des Saalachkraftwerkes zur Elektrifizierung der Bahnstrecken Freilassing–Bad Reichenhall und Bad Reichenhall–Berchtesgaden sowie des Abschnitts Freilassing–Salzburg der Bahnstrecke Rosenheim–Salzburg. Im Jahr 2004 wurde an der Staumauer ein Restwasserkraftwerk errichtet, um das alte Flussbett wieder mit Wasser zu versorgen.